# قرار مجلس الأمن التابع للأمم المتحدة رقم 321
قرار مجلس الأمن التابع للأمم المتحدة رقم 321، المعتمد في 23 أكتوبر 1972، بعد إعادة تأكيد القرارات السابقة، عبر المجلس عن قلقه من رفض البرتغال المستمر للامتثال لها. وهاجم المجلس آخر إجراءات عبر الحدود قام بها الجيش البرتغالي ضد الأراضي السنغالية وطالب البرتغاليين بوقف أي أعمال عنف أخرى. ومضى المجلس ليؤكد من جديد موقفه بأن استمرار البرتغال في الاحتفاظ بالمستعمرات في أفريقيا كان غير عادل وأنه ينبغي السماح للشعوب الأصلية في تلك المستعمرات بتقرير المصير.
اعتمد القرار بأغلبية 12 صوتاً، بينما امتنعت بلجيكا والمملكة المتحدة والولايات المتحدة.